# Kader Attia
Kader Attia (Dugny, 1970) és un artista francès d'origen algerià.

## Biografia
Va créixer a cavall d'Orient i Occident, entre l'Alger dels seus pares i la seva França natal, i com a adult jove va viure a la República Democràtica del Congo, a Veneçuela i a la ciutat de Barcelona. Aquest rerefons personal ha aportat un enfocament intercultural a la seva obra, especialment dedicada a l'exploració de les seqüeles del colonialisme i al concepte de reparació. Actualment viu i treballa a Berlín i Alger, des d'on desenvolupa una producció artística multidisciplinària que comprèn una extensa gamma de tècniques, materials, símbols i focus d'interès. Attia ha estudiat a l'École supérieure des arts appliqués Duperré i a l'École nationale supérieure des arts décoratifs, a París, així com a l'Escola Massana, Centre d'Art i Disseny, de Barcelona. Les principals institucions internacionals que han mostrat el seu treball són, entre d'altres: Whitechapel Gallery, Londres; Tate Modern, Londres; Centre Pompidou, París; Museum of Modern Art (MoMA), Nova York; Solomon R. Guggenheim Museum, Nova York; Museum of Contemporary Art Australia, Sydney; KW Institute for Contemporary Art, Berlín, i Museum für Moderne Kunst, Frankfurt. També ha participat en múltiples biennals, incloent-hi la XI Biennal del Caire, les biennals 5 i 6 de Marràqueix, dOCUMENTA (13) de Kassel i les 50a i 57a biennals de Venècia. Ha estat guardonat amb el Premi Biennal de la Biennal del Caire el 2008, el Premi d'Art Abraaj Capital el 2010, el Premi Marcel Duchamp el 2016 i el Premi Joan Miró 2017.